# Hyrule Warriors: La era del destierro
Hyrule Warriors: La era del destierro (ゼルダ無双 封印戦記 Zeruda Musō Fūin Senki?,  ‘Zelda inigualable: Crónicas del sello’) es un videojuego de acción y estrategia de tipo hack and slash desarrollado por Koei Tecmo Games en colaboración con Nintendo que se lanzará en 2025 para la consola Nintendo Switch 2. El juego forma parte de la serie Hyrule Warriors y se enmarca en el universo de The Legend of Zelda, explorando eventos anteriores a los de Tears of the Kingdom. El título recrea la Guerra del Destierro, un conflicto ancestral contra Ganondorf en Hyrule.
El motor gráfico aprovecha las capacidades del sistema para mostrar grandes batallas con alta tasa de fotogramas. El jugador encarna a héroes y sabios en escenarios inspirados en The Legend of Zelda: Tears of the Kingdom. La narrativa ofrece secretos ocultos y momentos clave de la historia del reino.

## Argumento
La narrativa de Hyrule Warriors: La era del destierro se centra en la Guerra del Destierro, un conflicto legendario cuyo objetivo fue desterrar una fuerza maligna formidable que amenazaba la paz del reino. El relato incluye la alianza histórica entre los zonnan, una raza misteriosa procedente del cielo, y los habitantes de Hyrule, unión que dio origen a un reino próspero y poderoso. Además, la trama introduce elementos de viajes en el tiempo, ya que la protagonista se encuentra con una versión antigua del Castillo de Hyrule, lo que permite explorar líneas temporales diferentes y revelar secretos ocultos.

## Personajes
Los personajes principales del juego son:
- Princesa Zelda: Figura central que representa la herencia y el poder ancestral de Hyrule.[2][3][4]
- Rey Rauru: Representante de la tradición y la autoridad en el reino, desempeñando un papel crucial en la narrativa.[2][3][4]
- Ganondorf: Principal amenaza que enfrentan los habitantes de Hyrule durante la Guerra del Destierro.[5]
- Los cuatro sabios enmascarados: Defensores de la antigua tierra de Hyrule.[5]

## Jugabilidad
El juego mantiene el estilo de combate de tipo hack and slash característico de la saga Warriors, ofreciendo batallas épicas contra grandes hordas de enemigos. La narrativa se articula en torno a la Guerra del Destierro, lo que añade un componente estratégico al enfrentamiento. Los jugadores deberán coordinar ataques y defensas en escenarios dinámicos, integrando elementos de acción y táctica propios del género.
La mecánica combina ataques en cadena con habilidades especiales. El título permite combinar objetos y trabajar en equipo con aliados. El sistema de juego incluye enfrentamientos contra jefes formidables. El cooperativo en línea intensifica la experiencia de combate.

## Desarrollo

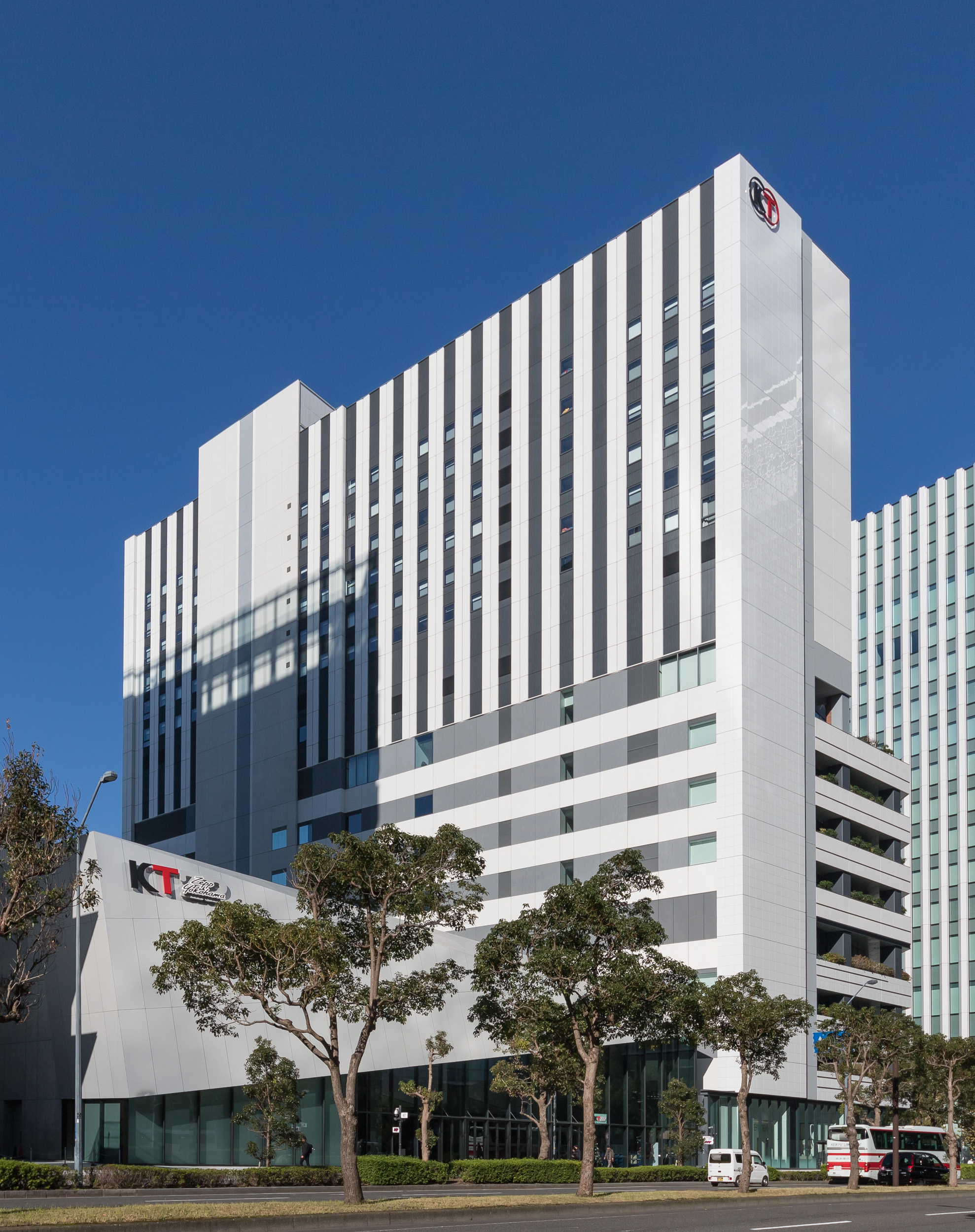
Sede de Koei Tecmo Games en Yokohama

Hyrule Warriors: La era del destierro fue desarrollado mediante una colaboración entre Koei Tecmo Games y Nintendo, consolidando la tradición de innovar en el universo de Zelda. El juego se sitúa cronológicamente antes de los eventos de The Legend of Zelda: Tears of the Kingdom, proporcionando antecedentes relevantes para la evolución de la saga. Durante la etapa de desarrollo, se exploraron nuevas mecánicas narrativas, como la inclusión de viajes en el tiempo, que amplían el universo del juego y revelan secretos históricos de Hyrule.
La producción y la dirección estuvo a cargo de Ryōta Matsushita y Yōsuke Hayashi de Koei Tecmo, respectivamente. Ambos revelaron que su pasión por los juegos guio sus estudios y carreras. Durante el desarrollo, exploraron métodos para integrar elementos narrativos únicos.

## Presentación
El videojuego fue anunciado en el evento electrónico Nintendo Direct el 2 de abril de 2025, en el que se destacó su ambientación, la calidad de las batallas y la relevancia de su narrativa dentro del universo de Zelda.